# Colentina Boekarest

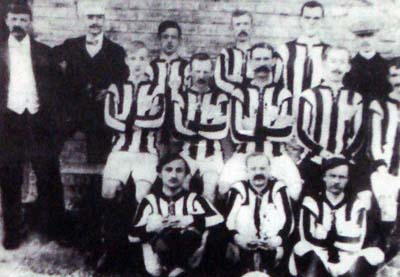
Colentina Boekarest 1913/14

Colentina Boekarest was een Roemeense voetbalclub uit de hoofdstad Boekarest. De club werd twee keer landskampioen.

## Geschiedenis
De club werd in 1909 opgericht door Engelse arbeiders uit de textielfabriek Colentina. Datzelfde jaar nam de club nog deel aan het allereerste officiële landskampioenschap. De eerste wedstrijd werd verloren met 2-1 van Olimpia Boekarest, de tweede wedstrijd won de club met 2-0 van United AC Ploiesți. De wedstrijd Olimpia-United werd niet gespeeld en Olimpia werd tot kampioen uitgeroepen. Het volgende seizoen verloor de club van Olimpia en United en was meteen uitgeschakeld voor de titel. In 1911/12 werd de club tweede. De volgende twee seizoenen werd de club landskampioen. In 1915 miste de club de tripel op een haar na, Româno-Americană had net één puntje meer. Door de Eerste Wereldoorlog verlieten de buitenlandse spelers de club waardoor Colentina aan speelsterkte verloor. In 1915/16 werd de club nog derde. Daarna was er drie jaar geen competitie, maar toen deze hervatte speelde de club enkel nog in de regionale kampioenschappen. 
In 1946/47 speelde de club nog in de derde klasse.

## Erelijst
Landskampioen
1913, 1914